# Ицамнах-Кавиль (царь Сааля)
Ицамнах-Кавиль (771) — правитель Саальского царства со столицей в Наранхо.

## Биография
Ицамнах-Кавиль был преемником Кех-…ль-Кавиля.
Он родился в 771 году, а воцарился 9.17.13.4.3, 5 Ак'баль 11 Поп (8 февраля 784). На стелах 12, 35 и 8 подробно описывается война Сааля и Йашха. Война закончилась победой Сааля в феврале 799 года. На стеле 12 дважды упомянуто Мутульское царство, но из сохранившегося текста его роль неясна. На стеле 35 описана победа Сааля, после этого Йашха снова стала зависеть от Сааля. На стеле 8 после нескольких лет после победы упомянута Kинич-Лакамтуна. Симон Мартин и Николай Грубе предполагают, что речь шла о женитьбе Ицмнах-Кавиля с вдовой или родственнице побеждённого царя Йашха.
Преемником Ицамнах-Кавиля стал Вашаклахун-Убах-Кавиль, воцарившийся в 814 году, поэтому вероятно, что Ицамнах-Кавиль умер незадолго до его инаугурации. 